# Jeff Dudgeon
Jeffrey Edward Anthony "Jeff" Dudgeon MBE là một chính khách, nhà sử học và nhà hoạt động chính trị đồng tính người Bắc Ireland.  Trước đây ông từng là ủy viên hội đồng đảng Liên minh Ulster cho khu vực Balmoral của Hội đồng Thành phố Belfast từ 2014 - 2019.
Ông nổi tiếng với việc đưa một vụ kiện lên Tòa án Nhân quyền Châu Âu, nơi đã thách thức thành công luật pháp của Bắc Ireland hình sự hóa các hành vi tình dục đồng thuận giữa nam giới một cách riêng tư. Trong nhiệm kỳ hội đồng 2014-19, ông là một trong ba chính khách đồng tính công khai được bầu vào Hội đồng thành phố cùng với Mary Ellen Campbell của Sinn Féin và Julie-Anne Corr của Đảng Liên minh Tiến bộ, tại bầu cử chính quyền địa phương năm 2019, cả ba người đều mất ghế. Ông cũng đã xuất bản một nghiên cứu về Nhật ký đen của Roger Casement, chấp nhận chúng là chính hãng.
Năm 1979, ông là ứng cử viên của Hội nhập lao động cho miền Nam Belfast trong [[Tổng tuyển cử Vương quốc Anh 1979|tổng tuyển cử năm 1979.

## Đời tư
Ông đến từ miền đông Belfast  và theo học trường Cao đẳng Campbell rồi Cao đẳng Đại học Magee và Cao đẳng Trinity, Dublin. Ông có một bạn đời lâu dài.